# Линейни кораби тип „H44“
Линейни кораби тип „H44“ (също H-44) са нереализиран тип германски линеен кораб от времето на Втората световна война. Проектът за свръхлинкора Н-44 е последният и най-мощен в серията Н. Серията проекти: Н-42, Н-43, Н-44 са разработени от комисията по проекти за нови кораби, която се оглавява от адмирал Карл Топ. Министърът по въоръженията на Третия Райх, Алберт Шпеер, създава комисия за разработката на перспективни проекти на кораби. В рамките на тази конструкторска работа са проектирани линейните кораби от серията Н. През 1944 г., с оглед на опита получен по време на Втората световна война, е проектиран Н-44. Линкорът се създава като най-силният и пределно защитен от всички заплахи и мощно въоръжен боен кораб, способен да потопи всеки съществуващ линкор на противника.

## Конструкция
Корабите от типа „Бисмарк“ служат за прототип на проектите от типа „Н“.
Брониране на линкорите от типа Н-44. Основен брониран пояс – 380 мм, брониране на палубите (сумарно трислойно брониране) – 330 мм (60+140+130 мм.). Противоторпедна преграда – 45 мм. Дебелина на горната стена на горивните цистерни – 30 мм,

## Въоръжение
Главният калибър на линкорите Н-44 е представен от осем 508-мм оръдия в четири сдвоени куполни установки. В качеството на спомагателен (противоминен калибър) калибър са взети 150-мм оръдия C28 (в осем сдвоени установки), общо 16 бр. Зенитно въоръжение – 16 (8×2) 105-мм/65 оръдия C33, 16 (8×2) 37-мм/83 оръдия C33 и 40 (10×4) 20-мм/66. Авиационното въоръжение се състои от шест хидросамолета Arado 196.

## Енергетична установка
Енергетичната установка на линкорите Н-44 е планирана като смесена: 4 дизела и турбозъбчати агрегати с котли с високо налягане. На външните гребни валове трябва да работят по 4 дизела „MZ65/95“. На вътрешните валове – по 1 ТЗА с възможност за форсиране. Всички проекти, започвайки от Н-41, са с еднаква силова установка.

## Представители
Комисията за проекти на нови кораби в периода 1942 – 44 г. разработва проектите за линкори Н-42, Н-43, Н-44. Изпълнението на програмата изисква минимум 5 години и огромни, които Германия през 1944 вече няма. Немците считат този проект по-скоро за научна работа за определяне на пределните параметри за линейните кораби. Построяването на такъв линкор през 1944 г. вече не е възможно. Корабите от дадения тип не са залагани за строеж.